# Pseudovolucella fasciata
Pseudovolucella fasciata är en tvåvingeart som beskrevs av Charles Howard Curran 1931. Pseudovolucella fasciata ingår i släktet Pseudovolucella och familjen blomflugor. Inga underarter finns listade i Catalogue of Life.